# Ori Gordin
Ori Gordin (em hebraico: אורי גורדין  ; San Diego, 15 de julho de 1969) é um Major-General das Forças de Defesa de Israel, que serve como comandante do Comando do Norte. Anteriormente, ele serviu como comandante do Comando da Frente Interna, comandante da 98ª Brigada Paraquedista, comandante da Brigada Nahal, comandante da 55ª Brigada de Paraquedista e comandante do Sayeret Matkal.

## Biografia
Gordin nasceu nos Estados Unidos, onde seus pais moravam durante seus estudos. Em 1971, sua família retornou a Israel e ele cresceu e foi educado no kibutz Yotvata.
Após um ano de serviço como guia jovem em Afula, ele se alistou nas Forças de Defesa em novembro de 1988 e se ofereceu como voluntário na unidade de forças especiais Sayeret Matkal. Depois de concluir o curso de oficiais de infantaria, ele retornou a Sayeret Matkal para se servir como comandante do pelotão e, posteriormente, foi nomeado vice-comandante da unidade.
Mais tarde, ele foi promovido a patente de tenente-coronel (Sgan Aluf) e nomeado chefe do ramo de planejamento no sistema de operações especiais da diretoria de inteligência militar, e serviu nesta posição, em alguns conflitos, como na Segunda Guerra do Líbano. Ele foi nomeado comandante do Sayeret Matkal e serviu no cargo entre 2007 e 2010. Em setembro de 2009, enquanto servia como comandante da unidade, ele foi promovido ao posto de coronel (Aluf Mishne), como um símbolo de reconhecimento pelo desempenho do Sayeret Matkal sob seu comando, e a unidade recebeu a citação de Chefe do Estado-Maior. No final de seu posto, foi estudar nos Estados Unidos.
Em 2011 foi nomeado comandante da 55ª Brigada Paraquedista de Israel, e serviu em suas posições até maio de 2014. Em 22 de maio de 2014, foi nomeado comandante da Brigada Nahal, e liderou a brigada, entre outras coisas, na Operação Brother's Keeper e na Operação Margem Protetora. Em 28 de maio de 2015, ele concluiu seu cargo como comandante da Brigada Nahal. Em 2 de julho de 2015, foi promovido ao posto de general (Tat Aluf) e designado como comandante da 98ª Brigada Paraquedista. Ele concluiu seu cargo em 16 de novembro de 2017. Em 2018, se tornou comandante do chefe do Estado-Maior das Forças Terrestres Israelenses. Em 11 de maio de 2020, foi promovido major-general (Aluf) e em 19 de maio assumiu o cargo de comandante do Comando da Frente Interna, servindo nesta posição durante a pandemia de COVID-19 e na Operação Guardião das Muralhas. Ele serviu neste cargo até 18 de julho de 2022. Em 11 de setembro de 2022. ele foi nomeado comandante do Comando Norte de Israel.